# Carambola d'amore (film 1946)
Carambola d'amore (Love Laughs at Andy Hardy) è un film del 1946 diretto da Willis Goldbeck.
È il quindicesimo film del filone con Mickey Rooney nei panni del simpatico studente Andy Hardy.

## Trama
Andy torna a casa dall'esercito per sistemare alcune cose con i suoi genitori prima di tornare al college, e progetta di sposare Kay, la ragazza di cui è innamorato. I piani di Andy non vanno come previsto e si fa l'idea che il college non faccia per lui e che forse sarebbe meglio entrare nel mondo del lavoro.